# Њу Бритен (Конектикат)
Њу Бритен (енгл. New Britain) град је у америчкој савезној држави Конектикат. По попису становништва из 2010. у њему је живело 73.206 становника.

## Демографија
Према попису становништва из 2010. у граду је живело 73.206 становника, што је 1.668 (2,3%) становника више него 2000. године.
| Група             | 2000.          | 2010.          |
| Белци             | 42.083 (58,8%) | 34.919 (47,7%) |
| Афроамериканци    | 7.794 (10,9%)  | 9.527 (13,0%)  |
| Азијати           | 1.687 (2,4%)   | 1.729 (2,4%)   |
| Хиспаноамериканци | 19.138 (26,8%) | 26.934 (36,8%) |
| Укупно            | 71.538         | 73.206         |